# ISO 3166-2:PW

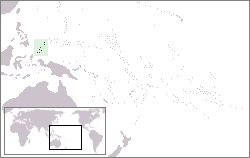
Ubicación de Palaos.

ISO 3166-2:PW es la entrada para Palaos en ISO 3166-2, parte de los códigos de normalización ISO 3166 publicados por la Organización Internacional de Normalización (ISO), que define los códigos para los nombres de las principales subdivisiones (p.ej., provincias o estados) de todos los países codificados en ISO 3166-1.
En la actualidad, para Palaos los códigos ISO 3166-2 se definen para 16 estados.
Cada código consta de dos partes, separadas por un guion. La primera parte es PW, el código ISO 3166-1 alfa-2 para Palaos. La segunda parte tiene tres cifras, que es el código del estado según el antiguo FIPS 6-4.

## Códigos actuales
Los nombres de las subdivisiones se ordenan según el estándar ISO 3166-2 publicado por la Agencia de Mantenimiento ISO 3166 (ISO 3166/MA).
Pulsa sobre el botón en la cabecera para ordenar cada columna.
| Código | Nombre de la subdivisión (en, —) |
| ------ | -------------------------------- |
| PW-002 | Aimeliik                         |
| PW-004 | Airai                            |
| PW-010 | Angaur                           |
| PW-050 | Hatohobei                        |
| PW-100 | Kayangel                         |
| PW-150 | Koror                            |
| PW-212 | Melekeok                         |
| PW-214 | Ngaraard                         |
| PW-218 | Ngarchelong                      |
| PW-222 | Ngardmau                         |
| PW-224 | Ngatpang                         |
| PW-226 | Ngchesar                         |
| PW-227 | Ngeremlengui                     |
| PW-228 | Ngiwal                           |
| PW-350 | Peleliu                          |
| PW-370 | Sonsorol                         |

## Cambios
Los siguientes cambios de entradas han sido anunciados en los boletines de noticias emitidos por el ISO 3166/MA desde la primera publicación del ISO 3166-2 en 1998, cesando esta actividad informativa en 2013.
| Informe                       | Fecha de emisión | Descripción del cambio reportado                                                   | Cambio de código o subdivisión                 |
| ----------------------------- | ---------------- | ---------------------------------------------------------------------------------- | ---------------------------------------------- |
| Newsletter I-8                | 2007-04-17       | Se añaden subdivisiones administrativas y sus elementos de códigos                 | Subdivisiones añadidas:16 staos                |
| Plataforma en línea de la ISO | 2016-11-15       | Cambio ortográfico de PW-050 en inglés y palauano; se actualiza la fuente de lista | Nombres cambiados:PW-050 Hatobohei → Hatohobei |